# Броненосни крайцери тип „Цукуба“
Цукуба (на японски: 筑波型 巡洋戦艦) са серия броненосни крайцери на Японския имперски флот от началото на 20 век. Името на главния кораб на проекта идва от планината Цукуба, префектура Ибараки на остров Хоншу. Те са значително увеличена версия на броненосните крайцери „Изумо“ с артилерия на главния калибър от 305 mm. По технически характеристики са близки до британските броненосци тип „Дънкан“. Всичко от проекта са построени 2 единици: „Цукуба“ (на японски: 筑波), „Икома“ (на японски: 生駒). Проектът претърпява развитие в броненосните крайцери от типа „Ибуки“, които са преходен тип за японския флот между броненосните и линейните крайцери.

## История на проекта и построяване
През февруари 1904 година японският парламент санкционира отпускането на 48 милиона йени за допълнителна корабостроителна програма. Според нея се предполага построяването на два броненосеца и четири броненосни крайцера.
Първоначалният проект за броненосен крайцер предполага съвместяването на корпуса и силовата установка на „Девъншир“ с бронята и въоръжението на „Изумо“, водоизместимостта трябва да бъде малко по-голяма, отколкото на прародителите, и крайцерът, за подобряване на неговата мореходност, трябва да има развит полубак, и да бъде предназначен, както и „Каунти“, преди всичко за действия по комуникациите. По всичките си характеристики новият крайцер трябва да превъзхожда равният му по водоизместимост „Креси“. Резултатите от боя в Жълто море повлияват за замяната на главния калибър с 12" оръдия, които показват своята висока ефективност на големи дистанции.
Новите крайцери трябва да станат най-големите бойни кораби построени в Япония и главната задача на тези кораби отново става участието в ескадрено сражение заедно броненосците.
Прекомпоновката на проекта, за поставянето на новото въоръжения, води до ръст на водоизместимостта с 1750 тона и на ширината с 2 метра. В резултат на което крайцерът става по-голям от руските броненосци от онова време и лишь сао малко по-малък от „Микаса“. Строителството на корабите е съпроводено с производствени проблеми, поради което главния „Цукуба“ обладава многочислени дефекти.

## Конструкция
Първите кораби в японския флот, които нямат традиционния таран, с красив и практичен нос, който много напомня на клиперите от времето на платноходите.

### Въоръжение
На корабите има четири 305-мм/45 оръдия в двуоръдейни кули в носовата и кърмовата части. Оръдията имат ъгъл на възвишение 23°, ъгъл на снижаване −3°. Това им позволява да водят огън с бронебоен снаряд на 22 000 м. Оръдията стрелят с няколко типа снаряди с еднаквото тегло от 386 кг. Така, неговия главен калибър превъзхожда оръдейната мощ на ескадрените броненосц от руско-японската война.
Средният калибър съставляват двенадесет 152-мм /45 оръдия, осем на батарейната палуба и в четири в каземати.
Към противоминната артилерия се отнасят двенадесет 120-мм/40, поставени зад щитове на окачената палуба на покривите на казематите, в батарея на горната палуба, между броневите каземати, в носовия край, на жилищната (батарейна) палуба в кърмовия край, четири 76-мм и четири 47-мм салютни оръдия. Следва да се обърне внимание върху увеличаването на противоминния калибър от 76 до 120 мм, както е и на руските следцушимски броненосци от типа „Андрей Первозванный“ – моряците от противостоящите страни правят аналогични изводи от бойния си опит.

### Брониране
Водолинията на кораба е защитен от брониран пояс, започващ от форщевена и завършващ на 6 фута зад кърмовия перпендикуляр, където той е затворен от 89-мм траверса. Неговата височина съставлява 7 фута (2,13 м), от които 5 се намират под нивото на водата. Дебелината на пояса изтънява от средата към краищата. Средната секция, прикриваща котелните и машинните отделения, отсеците на подводните торпедни апарати и част от погребите на боезапаса, се състои от 178-мм плочи. Нататък, към краищата, до форщевена и кърмовата траверса, дебелината на броневите плочи съставлява 102 мм.
Над главния пояс има горен, състоящ се от 127-мм броневи плочи. Откъм носа и кърмата той се затваря от 25-мм бронирани прегради, вървящи под ъгъл към диаметралната плоскост и прлепен към барбетите на кулите на главния калибър. Бронята на цитаделата се являва единствената защита на пространството между бронираната и батарейната палуби, за подаващите тръби и основите на кулите на главния калибър.
Над горния пояс казематите и батареята на средния калибър е бронирана със същата дебелина.
Вертикалната защита по водолинията е усилена от 51-мм скосове на бронираната палуба над 25,4 мм подложка от мека корабостроителна стомана, които се спускат под нивото на водата и служат като опора за плочите на пояса. Хоризонталната част на тази палуба има 38-мм бронева стомана над 12,7-мм меката корабостроителна стомана.
Двуоръдейните кули на главния калибър са защитени от 229-мм плочи отстрани, челната, наклонена стена, има дебелина от 244 мм, тилната е 152 мм. Отгоре кулата е прикрита с покрив от 1,5-дюймова никелова стомана. Барбетът, вътре в който е разположен роликовия погон и подаващата тръба, между горната и батарейната палуби е покрит от 178-мм броня.
Носова бойна рубка: стени 203 мм, покрив 38 мм, кърмовата съответстно 152 и 38 мм.

### Силова установка
Двете четирицилиндрови парни машини с тройно разширение, се снабдяват с пара от използваните от японците по-големи водотръбни котли „Миябара“. Това позволява да се намали броя на котлите от 22 – 23 при британските съдове до 20 при типа „Цукуба“ без загуба на мощност. Проектната мощност на силовата установка съставя 21 000 к.с., проектната скорост по сравнение с първоначалния проект намалява с възел и съставя 20,5 възела. Пълният запас въглища съставя 2000 тоня, нормалният е едва 600 тона. На изпитанията, без да са поставени оръдията на главния калибъра, „Цукуба“ развива скорост от 21,6 възела. При службата си крайцерите се водят за 20,5 възлови при мощност на машините около 22 000 к.с.

## Представители на проекта и история на службата
| Име           | Заложен        | Спуснат на вода  | Влязъл в строй | История на службата |
| ------------- | -------------- | ---------------- | -------------- | --- |
| „Цукуба“ 出雲 | 14 януари 1905 | 26 декември 1905 | 14 януари 1907 | Потъва на 14 януари 1917 г. след експлозия в пристанището Йокосука, най-вероятно предизвикана от спонатанна детонация на боеприпаси, загиват 305 души, изваден и предаден за скрап 1918 година. |
| „Икома“ 磐手  | 15 март 1905   | 9 април 1906     | 24 март 1908   | „Жертва“ на решенията на Вашингтонската конференция от 1922 г. и предаден за скрап на 20 септември 1923 година.                                                                                 |

## Оценка на проекта
Бързото построяване на „Цукуба“ позволява известно време този кораб да се счита за най-силният крайцер в света.
- Броненосните крайцери тип „Цукуба“
- Броненосците тип „Дънкан“
- „Изумо“
- „Кент“

| „                              | …може да се каже, че колкото и да се опитва японците да построят истински броненосен крайцер, се получава все един и същи броненосец втори ранг. Относително бързоходен и относително мощен, но все пак второкласен и все пак именно броненосец. | “ |
| Кофман В.Л. И тут пришёл Джек… | |   |

Ако се драсне чертата на интензивната корабостроителна дейност на „Страната на изгряващото слънце“, след Руско-японската война, крайният ѝ резултат може да се оцени като плачевен: към 1911 година в строй влизат четири броненосеца и четири броненосеца-крайцери, всичките „чистак-бърсак нови“, и всички – практически напълно морално остарели.